# Arthur Vaughn
 (juin 2023).
Si vous disposez d'ouvrages ou d'articles de référence ou si vous connaissez des sites web de qualité traitant du thème abordé ici, merci de compléter l'article en donnant les références utiles à sa vérifiabilité et en les liant à la section « Notes et références ».
Pour l’article homonyme, voir Vaughn.
Arthur Vaughn, né le 13 février 1924 et mort le 17 janvier 2007, est un patineur artistique américain, champion des États-Unis en 1943.

## Biographie

### Carrière sportive
Arthur Vaughn est champion des États-Unis en 1943. Il représente son pays aux championnats nord-américain de 1941 à Philadelphie.
Le second conflit mondial contrarie sa carrière sportive avec l'annulation de tous les mondiaux et des jeux olympiques pendant cette période.

### Famille
Sa sœur Jane Vaughn est aussi une sportive de haut-niveau en patinage artistique, championne des États-Unis en 1941 et 1942.

### Hommage
Arthur Vaughn est intronisé au Temple de la renommée du patinage artistique américain en 2001.

## Palmarès
| Compétition                                                                | 1940 | 1941 | 1942 | 1943 | 1944 | 1945 |
| Jeux olympiques d'hiver                                                    | JA   |      |      |      | JA   |      |
| Championnats du monde                                                      | CA   | CA   | CA   | CA   | CA   | CA   |
| Championnats d'Amérique du Nord                                            |      | 5e   |      | CA   |      | CA   |
| Championnats des États-Unis                                                | 4e   | 2e   | 3e   | 1er  | CA   | CA   |
| Légende : JA = Jeux olympiques d'hiver annulés ; CA = Championnats annulés |      |      |      |      |      |      |